# Ølaben
Ølaben er en kortfilm instrueret af Helle Ryslinge efter manuskript af Helle Ryslinge, Sven Oman.

## Handling
Ølaben er en dyreart i rivende fremgang, og den pisser fortrinsvis sit territorium af i storbyjunglens lysninger. Den engagerede og oplagt nyfigne fru Ryslinge guider os gennem et vildnis af ølvomme og hængerøve og bringer tilskueren tæt på ølabens vandhuller og væresteder. Hun fremviser dens sociale liv og parringsakt og afslører et rastløst dyr i konstant aktivitet for at skaffe den nødvendige mængde føde.